# Indigofera alternans
Indigofera alternans är en ärtväxtart som beskrevs av Dc. Indigofera alternans ingår i släktet indigosläktet, och familjen ärtväxter. Inga underarter finns listade i Catalogue of Life.